# Trzcianka-Kolonia (Mazovie)
Pour les articles homonymes, voir Trzcianka-Kolonia.
Trzcianka-Kolonia (prononciation : [ˈtʂt͡ɕaŋka kɔˈlɔɲa]) est un village polonais de la gmina de Szydłowo dans le powiat de Mława de la voïvodie de Mazovie dans le centre-est de la Pologne.
Il se situe à environ 4 kilomètres à l'ouest de Szydłowo (siège de la gmina), 6 kilomètres au sud-est de Mława (siège du powiat) et à 104 kilomètres au nord-ouest de Varsovie (capitale de la Pologne).

## Histoire
De 1975 à 1998, le village appartenait administrativement à la voïvodie de Ciechanów.